# بيت الصندلي
بيت الصندلي هو منزل تاريخي يقع في منطقة الجهراء بالكويت، تأسس عام 1932م على يد مرزوق بن صندل الرشيدي. يُعد من أقدم المباني في المنطقة، وقد تم تحويله إلى متحف أثري تحت مظلة المجلس الوطني للثقافة والفنون والآداب بعد ترميمه.

## التاريخ
تأسس البيت عام 1932م بجانب بحرة 1 في الجهراء، ويعتبر من أقدم بيوت الجهراء. تم ترميمه على فترات نتيجة لعوامل الزمن والمناخ، حيث أُضيفت أبواب حديدية، حوائط أسمنتية، أسقف متفاوتة، وبعضها من الجندل والباسجيل والحصير، وبعضها عبارة عن ألواح خشبية. جميع فتحات النوافذ مغلقة بطابوق أسمنتي، وكان يُستغل كديوان من قبل ورثة الصندلي.

## التحويل إلى متحف
في عام 2019، وافقت بلدية الكويت على طلب المجلس الوطني للثقافة والفنون والآداب بنقل تبعية وتسلم بيت الصندلي، باعتباره من المباني التاريخية المحافظ عليها. تم ترميمه ليُفتتح كمتحف أو مركز ثقافي، ويُعد اليوم من المعالم التراثية الهامة في الجهراء.

## المعمار
يمثل البيت نموذجًا للعمارة الكويتية التقليدية، حيث يجمع بين المواد المحلية والتصاميم التي تعكس تاريخ وثقافة المنطقة. يُظهر البيت كيف كانت الحياة في الكويت خلال أوائل القرن العشرين، ويُعد مثالًا حيًا على التراث المعماري الكويتي.